# Le Clan
Le Clan (conosciuto anche come Le clan des hommes o Three Dancing Slaves) è un film del 2004 diretto da Gaël Morel.

## Trama
Christophe, Marc, e Olivier sono tre giovani fratelli francesi di origine algerina che vivono il dolore per la prematura scomparsa della madre. Ognuno di loro sfoga la propria disperazione a modo proprio: rispettivamente, nel lavoro, nella ribellione e nella timidezza. I tre ragazzi sono molto uniti da un intenso legame di fraternità. Il padre è anche lui in grossa difficoltà per la perdita della moglie e non ha la forza di tenere testa a Marc.
Marc è un ribelle e scarica le proprie tensioni nella Capoeira, in esercizi fisici in palestra e nella droga, che si procura abitualmente da un gruppo di spacciatori senza scrupoli. Da quando il fratello maggiore Christophe è in carcere passa la vita per le strade con il suo clan di amici e il suo cane da combattimento, con cui ha un rapporto molto stretto.
Olivier è il più piccolo dei tre. È un ragazzo omosessuale, timido e introverso ed è innamorato di Hassan, con cui condivide una storia segreta. Si sente solo e si ritrova sempre aggrappato a Marc e al suo clan di amici un po' sbandati. Tutte le sere si rinchiude in sé stesso sfogando le sue angosce in un dialogo mutilato avanti alle ceneri della madre. Marc è preoccupato da questo dialogo decide allora di disperdere le ceneri della madre.
Un giorno, Marc manda Hassan ad acquistargli della droga, ma non ha denaro a sufficienza per pagare gli spacciatori. I malviventi allora si ribellano e, dopo aver pestato Hassan, lo prelevano col cane dalla propria casa e si rifanno picchiandolo con violenza. Lo costringono, infine, a gettare il proprio cane da una rupe nell'alveo del fiume.
Da quel momento il ragazzo giura vendetta per la violenza psicofisica subita, ma frena il proprio desiderio di giustizia privata in attesa dell'imminente scarcerazione di Christophe che vorrebbe al suo fianco. Tuttavia verrà fortemente deluso dal fratello che, dopo essere uscito di prigione, non vorrà immischiarsi nella vicenda.
Appena tornato a casa Christophe percepisce il disagio familiare e rimprovera il padre di non essere riuscito a farsi rispettare a sufficienza dai suoi fratelli. Prova allora a prendere per mano la famiglia per risollevarla dall'abisso in cui è caduta. Si trova un impiego in azienda che produce prosciutti e inizia a lavorare con dedizione. Il nuovo ruolo di capofamiglia lo pone in conflitto con Marc in cui inizia a trapelare uno stato di follia.
In Marc prevale sempre più il desiderio di vendetta. Egli pedina uno dei suoi spacciatori con l'intento di ucciderlo, ma non passa mai dai pensieri ai fatti. Sinché, una sera, dopo aver rubato l'automobile al fratello, prova ad entrare in azione ma abortisce il suo tentativo di investimento decidendo di schiantarsi con l'auto contro un albero. L'incidente gli provocherà seri problemi fisici che lo obbligheranno ad una dura riabilitazione.
Dopo un anno, in autunno, i ragazzi si trasferiscono. Christophe è felicemente fidanzato e con la sua ragazza supererà le difficoltà economiche. Marc, grazie ai fratelli, riesce a raccogliere le forze per seguire la riabilitazione. Olivier, raggiunto da una bellissima lettera d'amore e di addio da Hassan, vivrà una felice storia d'amore con un altro ragazzo, Hicham.